# Robert Fano
Robert Mario Fano (* 11. November 1917 in Turin, Italien als Roberto Mario Fano; † 13. Juli 2016 in Naples, Florida) war ein italienisch-US-amerikanischer Informatiker.
Fano war bis zu seiner Emeritierung Professor für Elektrotechnik und Informatik am MIT. Er wurde bekannt durch seine Arbeiten zur Informationstheorie. Vor allem die Fano-Bedingung und die zusammen mit Claude Shannon entwickelte Shannon-Fano-Kodierung brachten ihm internationale Anerkennung in der theoretischen Informatik.

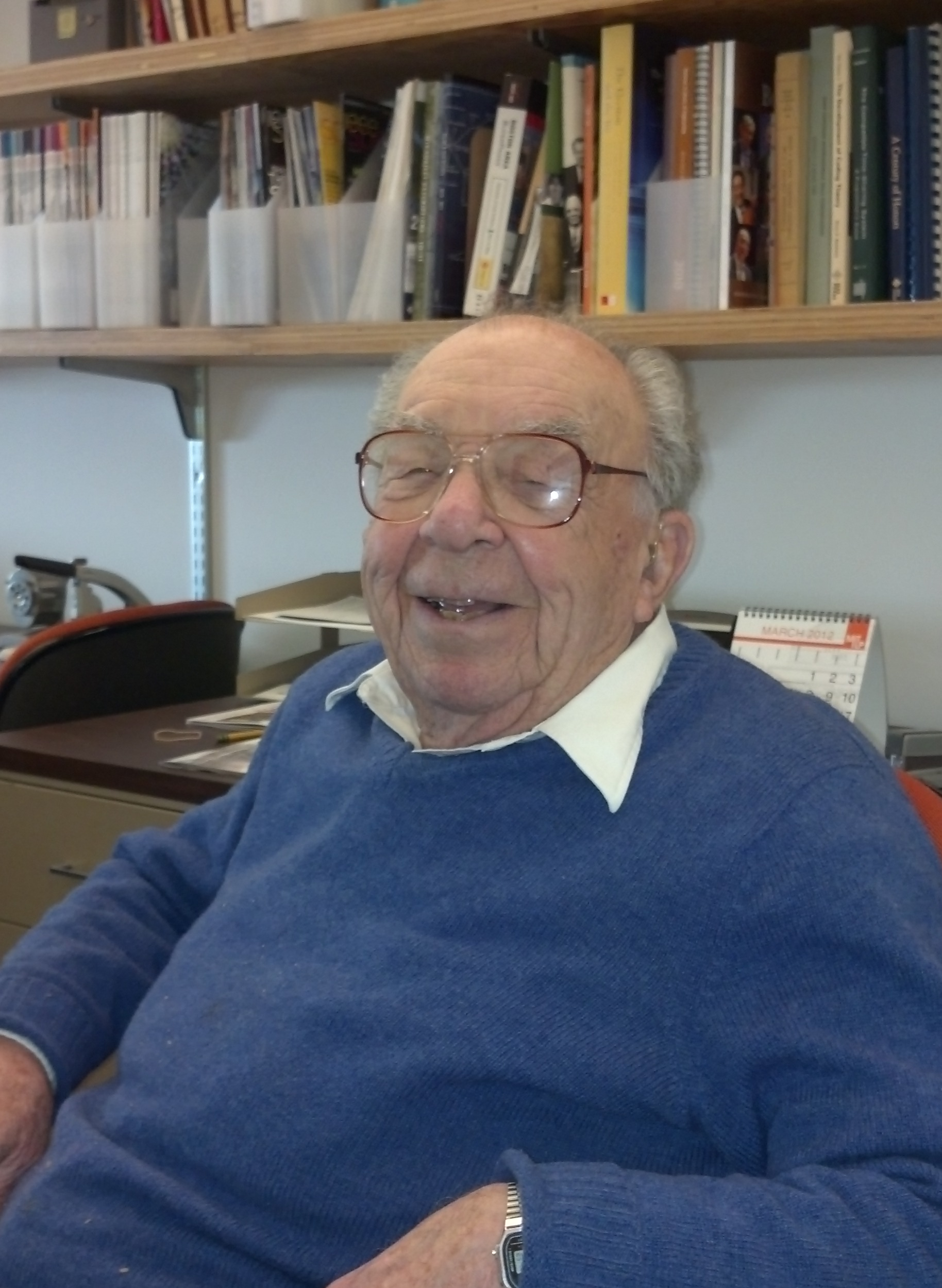
Robert Fano (2012)

## Leben
Robert Fano entstammte einer jüdischen Familie. Er wurde 1917 als Sohn des Mathematikers Gino Fano und Bruder des späteren theoretischen Physikers Ugo Fano in Turin geboren, wo er Ingenieurwissenschaften studierte. 1939 wanderte er wie sein Bruder Ugo in die Vereinigten Staaten aus, weil aufgrund des faschistischen Regimes Juden in Italien zunehmend verfolgt wurden. Am Massachusetts Institute of Technology (MIT) erhielt er sein Diplom für Elektrotechnik, wurde dort nach dem Krieg promoviert und lehrte seit 1947 am MIT. Zwischen 1950 und 1953 leitete er die Arbeitsgruppe für Radartechnik am Lincoln Laboratory des MIT. 1958 wurde Fano in die American Academy of Arts and Sciences gewählt, 1978 in die National Academy of Sciences.
Anfang 1960 befasste er sich mit Time-Sharing-Systemen, durch die mehrere Nutzer gleichzeitig an einem Computer arbeiten konnten (Mehrbenutzersystem). Von 1963 bis 1968 leitete er das Projekt MAC am MIT, aus dem später das MIT Computer Science and Artificial Intelligence Laboratory hervorging. 1976 erhielt er für seine Arbeiten zur Informationstheorie den Claude E. Shannon Award.
Neben seinen Beiträgen zur Informationstheorie veröffentlichte er Artikel und Bücher über Mikrowellen, Elektromagnetismus, Netzwerk-Theorie und Lehrbücher zur Elektrotechnik.

## Schriften
- George L. Ragan, ed., Microwave Transmission Circuits, vol. 9 in the Radiation Laboratory Series (New York: McGraw-Hill, 1948), as a co-author.
- Electromagnetic Energy Transmission and Radiation (New York: Wiley, 1960), with Lan Jen Chu and Richard B. Adler.
- Electromagnetic Fields, Energy, and Forces (New York: Wiley, 1960), also with Chu and Adler.
- Transmission of Information: A Statistical Theory of Communications (New York: Wiley and MIT Press, 1961).